# WWF Super WrestleMania
WWF Super Wrestlemania é um jogo multiplataforma de wrestling baseado na World Wrestling Federation, lançado em 1992 para o Super Nintendo Entertainment System e Sega Mega Drive / Sega Genesis.
É considerado por muitos como a primeira parte de uma trilogia, seguida por WWF Royal Rumble.

## Move set
Todos os lutadores compartilham o mesmo conjunto de movimentos de wrestling padrão como suplexes, dropkicks, clotheslines, hip tosses, e elbow drops. A versão de Gênesis também tem movimentos característicos de cada lutador, que pode ser realizada em qualquer momento no jogo.

## Características
Enquanto a versão SNES não contém os movimentos característicos, sua lista é um pouco maior, com dez lutadores em comparação a oito na versão Genesis. Modos de jogo consistem em one-on-one, tag team, e lutas four-on-four Survivor Series. A versão de Gênesis também contém um modo WWF Championship, onde o jogador escolhe um lutador e deve derrotar o resto de uma série de one-on-one para ser coroado Campeão da WWF.